# 闊里吉思
闊里吉思（?年—1242年），又作阔儿吉思、库尔古司、库而古司，蒙古在呼罗珊地区畏兀儿长官。
他祖居别失八里（今新疆吉木萨尔北破城子）之西八儿里黑，年轻时善于畏兀儿文书。他开始是成吉思汗长子术赤的部将，后任必阇赤（书史）。在元太宗时在职，他一开始是蒙古儿童老师，以畏兀儿文字教给诸王子。后来成为地方长官。奉命随成帖木儿治理玉龙杰赤（今乌兹别克斯坦乌尔根奇），又跟随平定呼罗珊（今伊朗霍腊散省与阿富汗西部）之乱，开始担任书记，后升为堂印官。他本来是佛教徒，后来成为穆斯林。1232年，奉命入朝奏事，1235年，成帖木儿死后，他留任呼罗珊。1239年，在镇海支持下，奉命主管呼罗珊等地户口赋税。整顿财政、调查户口、规定税制、限制奸商，惩治苛敛，使得经济恢复，赋税增加，被任命为阿姆河以西各州长官，以徒思城（今伊朗马什哈德北）为治所。兴复城镇，修建仓库，设计园林，筑盖邸宅，重建市场等。并在辖境内设置驿站，禁止使臣骚扰百姓。派儿子与课税司属管理波斯西部之地，征收赋税，惩治贪官。在脱列哥那时代（1242年）因冒犯察合台正妃，被捕送察合台斡耳朵，以石头塞进口中处死。